# Artibonite (rzeka)
Artibonite – rzeka na Haiti i Dominikanie o długości 240 km, częściowo graniczna.
Źródła rzeki znajdują się w Kordylierze Centralnej, a uchodzi ona do Morza Karaibskiego. Rzeka Artibonite jest wykorzystywana do żeglugi śródlądowej (żeglowna na odcinku blisko 160 km), a także do nawadniania pól uprawnych.